# Ade Akinbiyi
Ade Akinbiyi (Hackney, Londres, Inglaterra, 10 de octubre de 1974) es un futbolista  de ascendencia nigeriana que juega en Inglaterra. Es un delantero y su primer equipo profesional fue el Norwich City F. C. En los pasados meses ha sido transferido al club de la MLS Houston Dynamo.

## Selección nacional
Ha sido jugador internacional con la Selección de fútbol de Nigeria; ha jugado 1 partido internacional.

## Clubes
| Club                         | País           | Año       |
| ---------------------------- | -------------- | --------- |
| Norwich City F. C.           | Inglaterra     | 1993-1994 |
| Hereford United F. C.        | Inglaterra     | 1994      |
| Brighton & Hove Albion F. C. | Inglaterra     | 1994      |
| Norwich City F. C.           | Inglaterra     | 1994-1997 |
| Gillingham F. C.             | Inglaterra     | 1997-1998 |
| Bristol City F. C.           | Inglaterra     | 1998-1999 |
| Wolverhampton Wanderers      | Inglaterra     | 1999-2000 |
| Leicester City F. C.         | Inglaterra     | 2000-2002 |
| Crystal Palace F. C.         | Inglaterra     | 2002-2003 |
| Stoke City F. C.             | Inglaterra     | 2003-2005 |
| Burnley F. C.                | Inglaterra     | 2005-2006 |
| Sheffield United F. C.       | Inglaterra     | 2006-2007 |
| Burnley F. C.                | Inglaterra     | 2007-2009 |
| Houston Dynamo               | Estados Unidos | 2009      |
| Notts County F. C.           | Inglaterra     | 2009-2010 |